# Garret Graves
Garret Neal Graves (ur. 31 stycznia 1972) – amerykański polityk, członek Partii Republikańskiej i kongresman ze stanu Luizjana (od roku 2015).